# Гавацци, Алессандро
Алессандро Гавацци (итал. Alessandro Gavazzi; 21 марта 1809, Болонья — 9 января 1889, Рим) — итальянский политический и религиозный деятель, один из вождей национально-освободительного движения в Италии (Рисорджименто), видный народный оратор.

## Биография
Участник австро-итальянской войны 1848—1849 годов, служил походным капелланом в отряде добровольцев. В провозглашённой Римской республике 1849 года — главный священник народной армии, во время обороны Рима возглавлял комитет по оказанию помощи больным и раненым.
Неоднократно выступал перед населением с зажигательными патриотическими речами, направленными против папства, тирании и соглашательской политики итальянских либералов, пользовался огромной популярностью. Выступления Гавацци оказывали сильнейшее революционизирующее воздействие.
В связи с поражением итальянской революции 1848—1849 годов вынужден был эмигрировать в Англию, где близко сходится с Джузеппе Гарибальди. С 1859 года Гавацции — постоянный спутник Гарибальди почти во всех его походах(в 1859, 1860, 1866 и 1867 годах). Будучи противником светской власти папы и борясь со злоупотреблениями духовенства, Гавацци основывает в Италии Евангелическую церковь (с 1865 года носит название «Свободная христианская церковь».

## Сочинения
- «Il papa e il congresso», Napoli 1860
- «Roma tutta dell´Italia», Napoli 1861